# Шифр нігілістів
Шифр нігілістів — це метод шифрування, який був використаний рухом російських нігілістів для боротьби проти царського режиму в 1880-х роках.
Оригінальний алгоритм вважався, швидше, базовим шифром, але потім з'явилися модифікації, які забезпечують кращу безпеку. Одним з шифрів, що належать нігілістичній сім'ї шифрів, є шифр VIK.

## Опис
В алгоритмі шифру нігілістів використовується матриця, звана квадратом Полібія. Вона має 5 рядків і 5 стовпців та заповнюється усіма латинськими літерами (так як в латинському алфавіті 26 букв, зазвичай букви I і J розглядаються як один символ).
Порядок букв в таблиці залежить від секретного слова, яке відоме двом взаємодіючим сторонам. Для визначення порядку проходження букв, слід видалити дублікати букв секретного слова, а потім ввести букви, що залишились, в таблицю. Зазвичай літери записані, починаючи з верхньої лівої клітинки праворуч, по рядках. Тим не менш, сторони можуть дійти згоди й щодо іншого порядку. Літери, що залишилися і які не містяться в ключовому слові, зазвичай записуються в алфавітному порядку.
Рядки та стовпці таблиці пронумеровані від 1 до 5.
Кожна буква секретного ключа й повідомлення змінюється в двозначне число, яке визначається цифрами рядків і стовпців. Секретний ключ, як правило, відрізняється від секретного слова, використаного для створення таблиці в попередньому кроці. Секретний ключ використовується під час шифрування всієї комунікації. І секретне слово (використовується для створення таблиці), і секретний ключ (використовується для шифрування повідомлень) повинні бути відомі взаємодіючим сторонам.
Під час шифрування слід скласти один за другим  всі числа, створені з відкритого тексту, з числами, створеними з букв секретного ключа. Результатом можуть бути двозначні або тризначні числа. Створений шифротекст може містити послідовність цифр або отримані цифри можуть бути змінені в літери, використовуючи ту ж таблицю і зворотне перетворення.
Отримувач, який знає секретний ключ, віднімає секретні номера ключів від номерів зашифрованого. Він отримує числа відкритого тексту, які розшифровуються в літери за допомогою тієї ж самої таблиці.

### Приклад
Вибирається ключове слово, наприклад, BREAK, з допомогою якого створюється квадрат Полібія :
|   | 1 | 2 | 3 | 4 | 5 |
| - | - | - | - | - | - |
| 1 | B | R | E | A | K |
| 2 | C | D | F | G | H |
| 3 | I | L | M | N | O |
| 4 | P | Q | S | T | U |
| 5 | V | W | X | Y | Z |

Шифрування застосовується до повідомлення «DYNAMITE WINTER PALACE» і ключа PROGRESS. Потім ключ додається до повідомлення:
```
Повідомлення: 22 54 34 14 33 31 44 13 52 31 34 44 13 12 41 14 32 14 21 13
Ключ: 41 12 35 24 12 13 43 43 41 12 35 24 12 13 43 43 41 12 35 24
Зашифрований текст: 63 66 69 38 45 46 87 56 93 43 69 68 25 25 84 57 73 26 56 37
```

## Безпека
Незважаючи на гадану складність, шифр був не надто стійкий до методів злому, якими користувалися криптоаналітики з царської охорони. Числа шифру відправлялись, виписані по черзі й відокремлені комами. Якщо зломщик бачив тризначне число, це вказувало, що складалися числа, більші, ніж 50. Це в свою чергу означало, що буква тексту, що посилався, і літера, на підставі якої створено дане число ключа, лежали в правій нижній чверті шахової дошки. Тобто чим вище було число, тим нижче найімовірніше лежали на квадраті обидві літери. Це полегшувало знаходження ключа. І все ж ця базова система — додавання ключа до заміни шахової дошки, хоча з доцільним поліпшенням — вижила протягом років, щоб стати основною формою секретної комунікації для російських таємних агентів.

## Більш пізні версії
Під час Другої світової війни багато радянських шпигунів спілкувалися з Москвою з питанням використання двох шифрів, які були істотно поліпшеними версіями шифру нігілістів. Дуже сильна версія була використана Максом Клаузеном в шпигунської мережі Ріхарда Зорге в Японії, а також Олександром Футом в мережі Люсі в Швейцарії. Дещо слабший варіант був використаний в мережі Rote Kapelle.
В обох варіантах відкритий текст спочатку перетвориться в цифри шляхом використання шифру monôme-binôme замість квадрата Полібія. Використання цього методу шифрування надійніше, так як відкритий текст злегка стискається, тим самим збільшуючи відстань єдності, а також це дозволяє операторам радіозв'язку завершувати свої передачі швидше. Раннє завершення роботи зменшує ризик бути виявленим ворожими радіопеленгаторами, а велика відстань єдиності збільшує силу проти статистичних атак.
Остаточним розвитком шифру нігілістів був шифр VIK, що використовується в 1950-х Хейханеном Рейно. До цього часу більшість радянських агентів використовувало шифр Вернама. Однак, незважаючи на теоретичну досконалість, шифр Вернама на практиці був зламаний, в той час як VIK — ні.

## У мистецтві
Джеймс Рушфорд [Архівовано 18 квітня 2018 у Wayback Machine.] в 2014 році виконав гітарну п'єсу за мотивами єгипетської поеми про кохання, зашифрованою шифром нігілістів. П'єса складається з п'яти повторень вірша про секретну любов єгипетського поета й містика чотирнадцятого століття Мухаммеда аль-Навайи ібн Хасана ібн Алі ібн Османа (1383-1455), що називається «To A Handsome Boy With Ink-Stained Lips». У цій гітарній партії вірш зашифровано в потік чисельних значень з двома цифрами, і ряд ритмічних мотивів присвоювався кожному значенню, створюючи ритмічний ланцюжок «букв». Значні частини тексту підкреслені через вокалізацію, які беруть відповідні фрагменти ритмічного шифру і повторюють їх. Вокал показує нове бачення, свого роду переосмислення оригінального тексту аль-Навайї.